# Erythroxylum squamatum
Erythroxylum squamatum là một loài thực vật có hoa trong họ Erythroxylaceae. Loài này được Sw. mô tả khoa học đầu tiên năm 1788.

## Hình ảnh

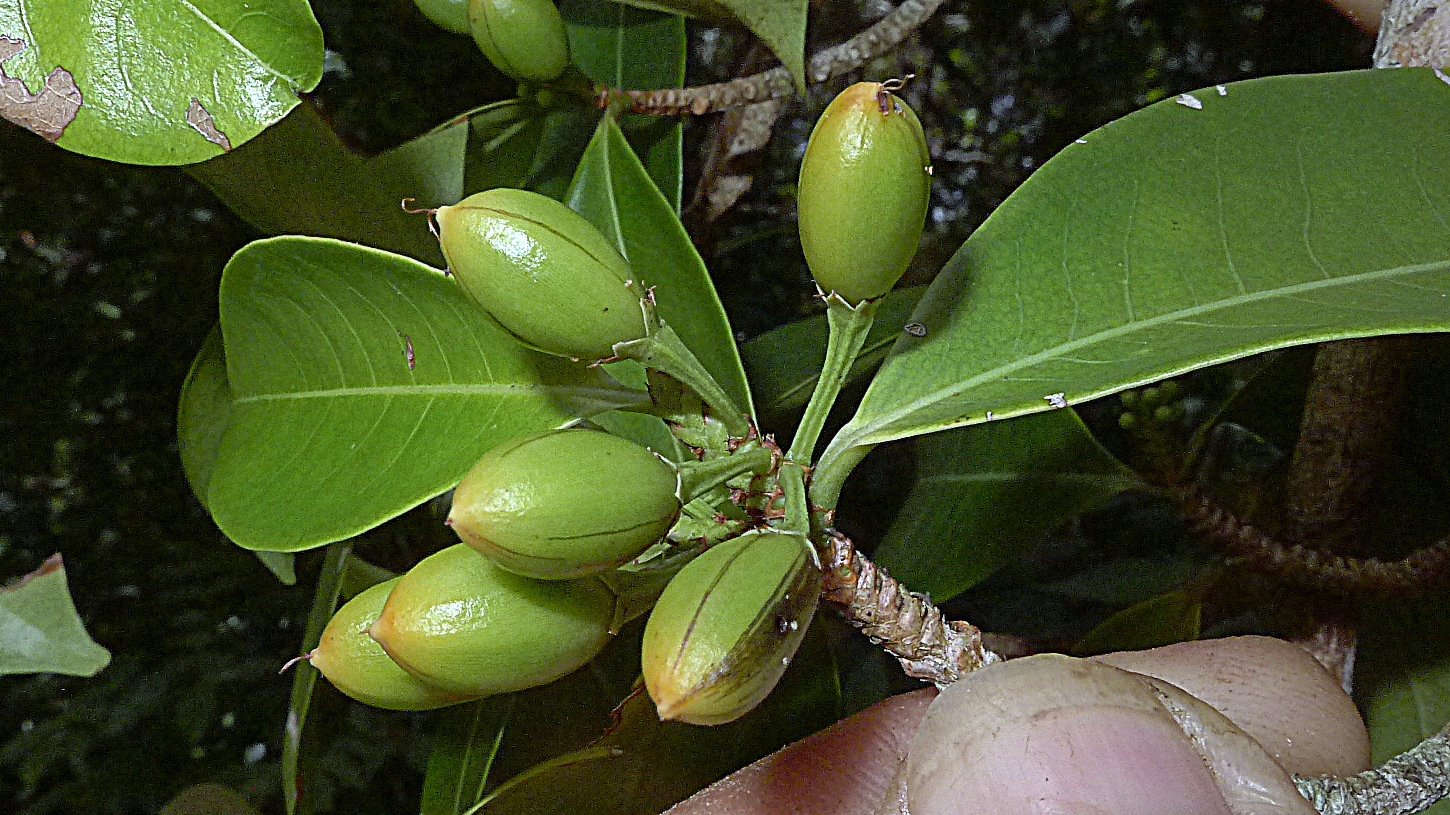
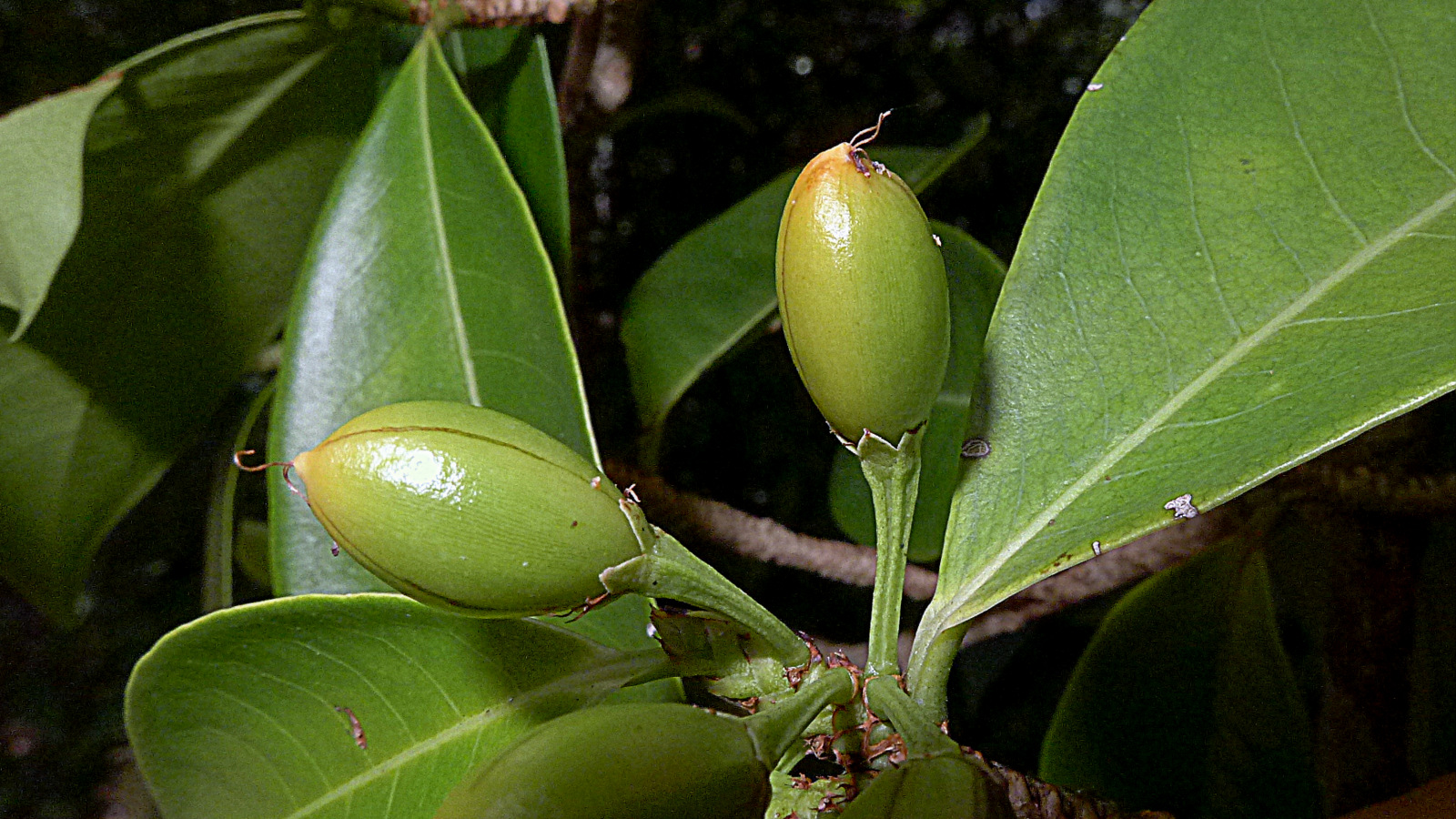
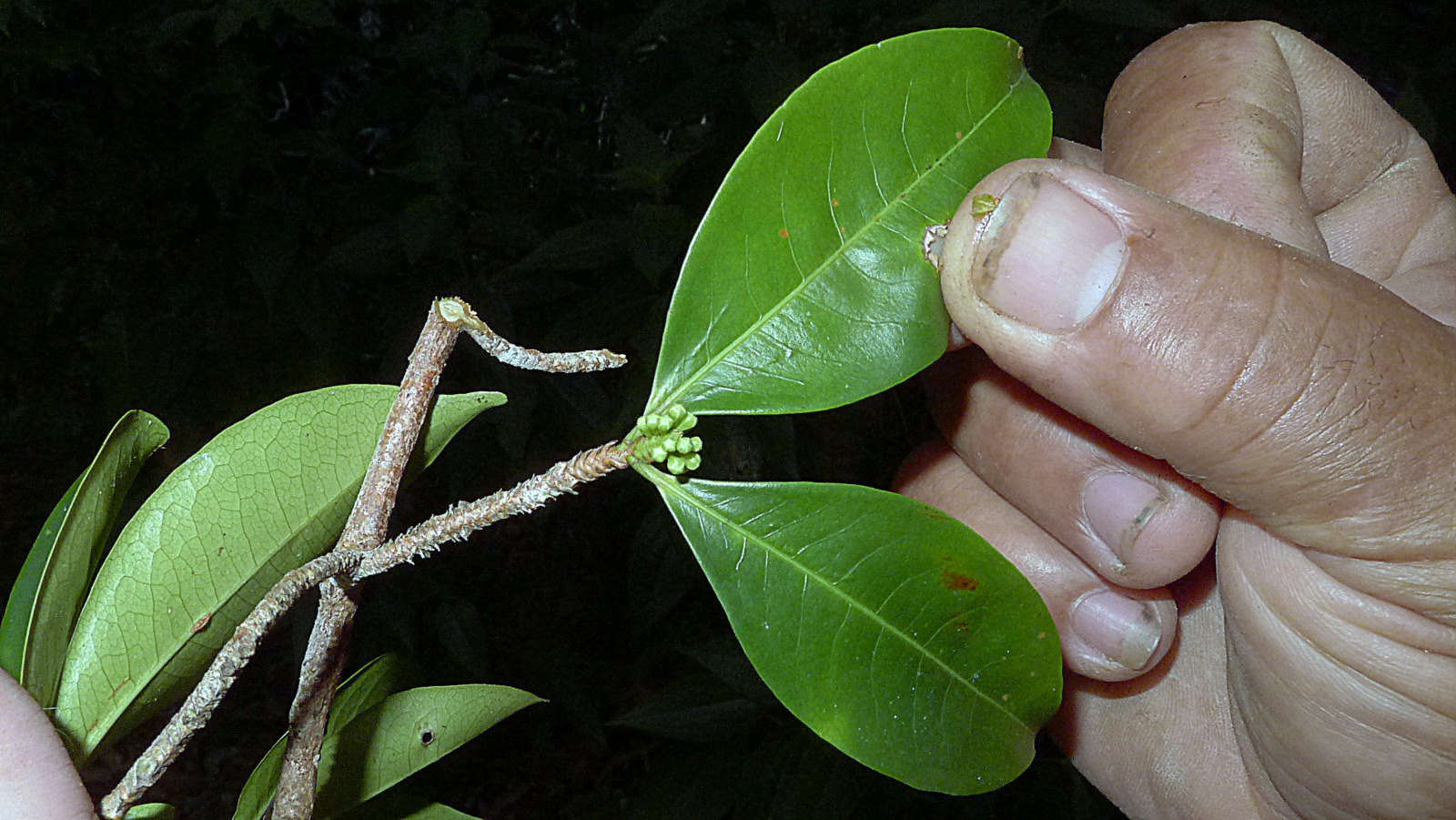
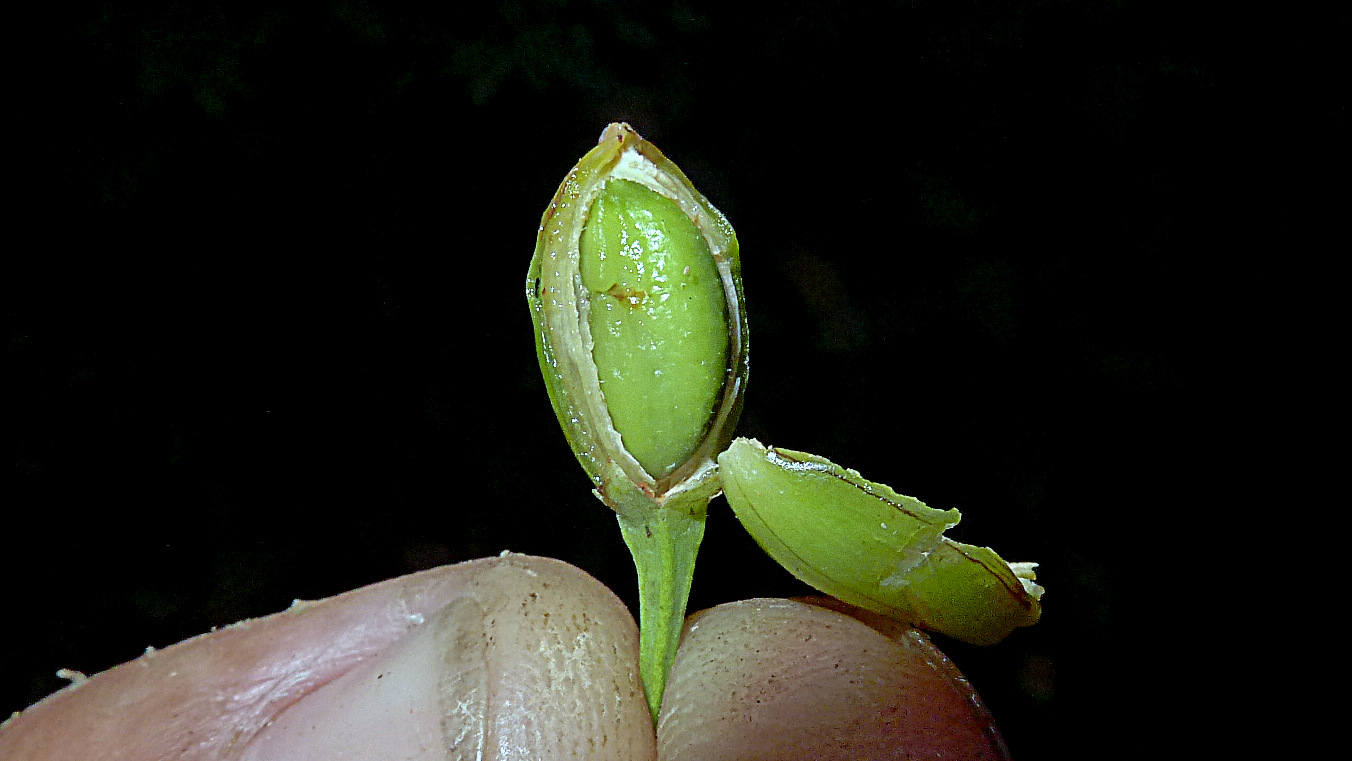